# Der Kreis (Künstlervereinigung Bodenseegebiet)
Der Kreis war eine internationale Künstlervereinigung, deren Mitglieder – Literaten, Maler und Bildhauer – im Gebiet rund um den Bodensee lebten und wirkten.

## Organisation
Die Gruppe Der Kreis wurde am 18. (oder 19.) Dezember 1925 von zwölf gleichgesinnten Künstlern gegründet und bestand bis 1937.
Der Schriftsteller Norbert Jacques aus Schlachters war bei der Gründung eine der treibenden Kräfte. Er formulierte die Ziele so: „Die Pflege der bildenden Kunst und zwar im Bewusstsein der alten Volks- und Kultureinheit des westlichen oberdeutschen Kulturgebiets ohne Beachtung der bestehenden politischen Landesgrenzen, staatspolitische und unduldsame völkische Ziele sind ausgeschlossen […]“ und übernahm auch deren Vorsitz.
Als es der Künstlervereinigung unmöglich wurde, über die Landesgrenzen hinaus zu Ausstellungen zusammenzukommen, war ihre Auflösung 1937 unvermeidlich.
Die Künstlergruppe bestand aus etwa 40 Mitgliedern:
- Aus Vorarlberg: der Bildhauer Albert Bechtold und die Maler Oswald Baer, Stephanie Hollenstein, Alois Mennel, Rudolf Wacker und Fritz Krcal.[2]

- Aus den deutschen Gebieten um den Bodensee: der Kunsthistoriker und Maler Kurt Badt,[3] der Schriftsteller Norbert Jacques, die Maler Karl Einhart, Herbert Jaegerhuber[4], Hans Purrmann, Otto Tillkes, Adolf Hildenbrand, Waldemar Flaig, Conrad Felixmüller, sowie die Grafikerin Kasia von Szadurska.

- Aus der Schweiz: Die Maler Adolf Dietrich, Heinrich Herzig, Theo Glinz, Ernst Emil Schlatter und August Wanner.